# Prepreg
Prepreg is een verkorting van de Engelse term preimpregnated fibers, voorgeïmpregneerde vezels. Het is een halffabricaat, dat bestaat uit een dunne folie van een substraat dat is geïmpregneerd met een of meerdere thermohardende polymeren.
Als substraat gebruikt men een dun laagje weefsel van bijvoorbeeld glasvezel, koolstofvezel ("carbon") of aramidevezel (Kevlar). Dat wordt geïmpregneerd met een epoxy- of polyesterhars. Daarna wordt het door walsrollen geplet om de lucht eruit te verdrijven. Prepregs zijn slappe en kleverige lagen en voor opslag wordt er een papier met tefloncoating op aangebracht. Ze moeten koel bewaard worden om het voortijdig uitharden van het hars tegen te houden. Hoe hoger de temperatuur, hoe sneller de hars zal uitharden.
Prepregs worden gebruikt voor de vorming van gelaagde composietmaterialen (laminaten). Ze kunnen in elke gewenste vorm worden verknipt. Ze worden in verschillende lagen in een mal gelegd en dan in een oven of autoclaaf uitgehard waarbij het polymeer onder invloed van warmte en eventueel UV-licht uithardt, zodat een stevige maar lichte vorm wordt bekomen. In een autoclaaf wordt hoge en lage druk (vacuüm) gecombineerd. De hoge druk drukt de laminaatlagen tegen elkaar en zorgt dat ze stevig met elkaar verbonden worden. Met het vacuüm worden de vluchtige stoffen en de lucht uit het laminaat gezogen zodat er geen poriën achterblijven.
Omwille van hun hoge prijs werden ze aanvankelijk vooral gebruikt voor onderdelen van vliegtuigen en ruimtevaartuigen. Tegenwoordig wordt er ook sportmateriaal mee gemaakt (golfclubs, tennisrackets, fietsonderdelen, de "monocoque" van moderne raceauto's, enz.). Ook gebruikt men prepregs als tussenlaag in meerlaagse (multilayer) printplaten.